# Hunan-weekschildpad
De Hunan-weekschildpad (Pelodiscus axenaria) is een schildpad uit de familie weekschildpadden (Trionychidae). De soort werd voor het eerst wetenschappelijk beschreven door Gong-jian Zhou, Xuan-jie Zhang en Zhi-fang Fang in 1991. Oorspronkelijk werd de wetenschappelijke naam Trionyx axenaria gebruikt.
De schildpad komt endemisch voor in China, en alleen in de deelstaat Hunan.